# Üçtəpə (Göygöl)
Üçtəpə è un comune dell'Azerbaigian situato nel distretto di Göygöl. Conta una popolazione di 2 535 abitanti.